# Word Gets Around
Word Gets Around es el primer álbum de estudio de la banda galesa de rock, Stereophonics. Las canciones están escritas por el batería, Stuart Cable y el cantante/guitarrista, Kelly Jones. El álbum llegó al puesto número seis de la lista de álbumes del Reino Unido. Este álbum marca el comienzo del grupo, de estilo totalmente rock. Se compone de canciones enérgicas, como "Check My Eyelids for Holes", y de canciones melancólicas como "Traffic".

## Lista de canciones
CD 1
- 01 "A Thousand Trees" – 3:03
- 02 "Looks Like Chaplin" – 2:32
- 03 "More Life In A Tramp's Vest" – 2:20
- 04 "Local Boy In The Photograph" – 3:22
- 05 "Traffic" – 4:53
- 06 "Not Up To You" – 4:36
- 07 "Check My Eyelids For Holes" – 2:42
- 08 "Same Size Feet" – 4:00
- 09 "Last Of The Big Time Drinkers" – 2:45
- 10 "Goldfish Bowl" – 3:03
- 11 "Too Many Sandwiches" – 5:01
- 12 "Billy Davey's Daughter" – 3:45

- Otras canciones (CD 2)

- 01 "Buy Myself A Small Plane"
- 02 "Who'll Stop The Rain?"
- 03 "The Last Resort"
- 04 "Raymond's Shop"
- 05 "Poppy Day"
- 06 "Carrot Cake And Wine"
- 07 "Home To Me"
- 08 "Summertime"
- 09 "Tie Me Up, Tie Me Down"
- 10 "Chris Chambers"

## Enlaces
- Sitio Oficial de Stereophonics

- Datos: Q607283